# Maßerweiterungssatz von Carathéodory
Der Maßerweiterungssatz von Carathéodory, englisch Carathéodory’s extension theorem, oder auch Satz von Carathéodory über Fortsetzung von Maßen,  ist ein Satz aus dem mathematischen Teilgebiet der Maßtheorie. Dieser Satz dient dazu, Prämaße, die auf Mengenringen definiert sind, zu Maßen auf σ-Algebren fortzusetzen. Mit dieser auf Constantin Carathéodory zurückgehenden Methode kann insbesondere das Lebesguemaß auf die Längenbestimmung von Intervallen zurückgeführt werden.

## Formulierung des Satzes
Es sei {\displaystyle \mu } ein Prämaß auf einem Mengenring {\displaystyle {\mathcal {R}}} von Mengen aus einer Grundmenge {\displaystyle X}. Dann gibt es eine {\displaystyle {\mathcal {R}}} umfassende  σ-Algebra {\displaystyle {\mathcal {A}}} auf {\displaystyle X} und eine Erweiterung {\displaystyle {\tilde {\mu }}} von {\displaystyle \mu } zu einem Maß auf {\displaystyle {\mathcal {A}}}, so dass {\displaystyle (X,{\mathcal {A}},{\tilde {\mu }})} ein vollständiger Maßraum ist.

## Konstruktion
Man definiert mittels des auf dem Ring gegebenen Prämaßes ein auf der gesamten Potenzmenge {\displaystyle {\mathcal {P}}(X)} definiertes äußeres Maß und daraus mittels einer geeigneten Einschränkung ein Maß auf einer σ-Algebra. Diese Konstruktion wird nun im Einzelnen beschrieben und parallel auf die Konstruktion des Lebesguemaßes angewandt.

### Maße auf Ringen
Ein Mengenring enthält die leere Menge und ist bezüglich endlicher Vereinigungen und Bildung von Differenzmengen abgeschlossen. Ein Prämaß auf einem solchen Mengenring ist eine Funktion {\displaystyle \mu \colon {\mathcal {R}}\rightarrow [0,\infty ]} mit {\displaystyle \mu (\emptyset )=0} und {\displaystyle \textstyle \mu (\bigcup _{n}A_{n})=\sum _{n}\mu (A_{n})}, falls {\displaystyle A_{1},A_{2},\ldots } abzählbar viele paarweise disjunkte Mengen aus {\displaystyle {\mathcal {R}}} sind, deren Vereinigung wieder in {\displaystyle {\mathcal {R}}} liegt.
Das Standardbeispiel ist die Menge {\displaystyle {\mathcal {R}}^{1}} aller endlichen Vereinigungen  halboffener Intervalle {\displaystyle I=[a,b)} in {\displaystyle X=\mathbb {R} }, wobei stets {\displaystyle a\leq b} sei. (Für {\displaystyle a=b} ergibt sich die leere Menge). Derartige Vereinigungen können immer auch als disjunkte Vereinigung {\displaystyle I_{1}\cup \ldots \cup I_{k}} solcher Intervalle geschrieben werden, und die Festsetzung {\displaystyle \mu (I_{1}\cup \ldots \cup I_{k})=\ell (I_{1})+\ldots +\ell (I_{k})}, wobei {\displaystyle \ell ([a,b))=b-a} die Länge eines solchen Intervalls sei, definiert ein Prämaß auf {\displaystyle {\mathcal {R}}^{1}}, das sogenannte Lebesguesche Prämaß.
Dies verallgemeinert sich leicht auf {\displaystyle n} Dimensionen, wenn man auf {\displaystyle X=\mathbb {R} ^{n}} den Mengenring  {\displaystyle {\mathcal {R}}^{n}} aller endlichen Vereinigungen n-dimensionaler Intervalle (Quader) {\displaystyle Q=[a_{1},b_{1})\times \ldots \times [a_{n},b_{n})} betrachtet, wobei stets {\displaystyle a_{i}\leq b_{i}} sei. Auch hier kann man 
sich auf disjunkte Vereinigungen beschränken und in einem solchen Fall 
{\displaystyle \mu (Q_{1}\cup \ldots \cup Q_{k})=vol(Q_{1})+\ldots +vol(Q_{k})}
definieren, wobei {\displaystyle vol([a_{1},b_{1})\times \ldots \times [a_{n},b_{n}))=(b_{1}-a_{1})\cdot \ldots \cdot (b_{n}-a_{n})} das übliche elementargeometrische Volumen eines Quaders sei. Man nennt auch dieses Beispiel das n-dimensionale lebesguesche Prämaß.

### Konstruktion des äußeren Maßes
Es sei ein Inhalt {\displaystyle \mu } auf einem Mengenring {\displaystyle {\mathcal {R}}} von Mengen aus einer Grundmenge {\displaystyle X} gegeben. Für jede Teilmenge {\displaystyle Y\subset X} sei
{\displaystyle \mu ^{*}(Y):=\inf \left\{\sum _{k=1}^{\infty }\mu (A_{k});\,A_{1},A_{2},\ldots \in {\mathcal {R}},Y\subset \bigcup _{k=1}^{\infty }A_{k}\right\}}
wobei {\displaystyle \inf(\emptyset ):=\infty }.
Dann ist {\displaystyle \mu ^{*}} ein äußeres Maß auf {\displaystyle {\mathcal {P}}(X)}.
Man kann zeigen, dass
1. {\displaystyle \mu ^{*}(A)=\mu (A)}
2. {\displaystyle \mu ^{*}(Q)=\mu ^{*}(Q\cap A)+\mu ^{*}(Q\cap (X\setminus A))}

für alle {\displaystyle Q\subset X} und {\displaystyle A\in {\mathcal {R}}}.
Die erste Eigenschaft besagt, dass {\displaystyle \mu ^{*}} das vorgegebene Maß fortsetzt, die zweite, dass jede Menge des Grundraums durch jede Menge des vorgegebenen Ringes in zwei Teile zerlegt wird, die sich bzgl. {\displaystyle \mu ^{*}} additiv verhalten.

### Übergang zu messbaren Mengen
Der Kern in  Carathéodorys Konstruktion ist die Definition von
{\displaystyle {\mathcal {A}}:=\{A\subset X;\mu ^{*}(Q)=\mu ^{*}(Q\cap A)+\mu ^{*}(Q\cap (X\setminus A)){\text{ für alle }}Q\subset X\}},
der Nachweis, dass dies eine σ-Algebra definiert, die sogenannte σ-Algebra der Carathéodory-messbaren Mengen, und dass die Einschränkung {\displaystyle {\tilde {\mu }}:=\mu ^{*}|_{\mathcal {A}}} ein Maß ist. 
Wegen obiger zweiter Eigenschaft des äußeren Maßes ist {\displaystyle {\mathcal {R}}\subset {\mathcal {A}}} und wegen der ersten ist {\displaystyle {\tilde {\mu }}} eine Fortsetzung von {\displaystyle \mu }.
Schließlich zeigt man, dass {\displaystyle {\mathcal {A}}} jede Menge mit äußerem Maß 0 enthält, woraus sich dann die Vollständigkeit des Maßraums {\displaystyle (X,{\mathcal {A}},{\tilde {\mu }})} ergibt.
Wendet man diese Konstruktion auf unser Beispiel des lebesgueschen Prämaßes an, so erhält man das Lebesguemaß auf der lebesgueschen σ-Algebra. In diesem Fall kann man zeigen, dass die lebesguesche σ-Algebra echt größer ist als die von {\displaystyle {\mathcal {R}}^{n}} erzeugte σ-Algebra, die mit der borelschen  σ-Algebra zusammenfällt. Allerdings ist der Unterschied nicht zu groß, denn jede Menge der lebesgueschen  σ-Algebra unterscheidet sich nur um eine {\displaystyle \mu ^{*}}-Nullmenge von einer Borelmenge, das heißt die  lebesguesche σ-Algebra ist die Vervollständigung der borelschen.

## Bemerkungen

### Eindeutigkeit
Als Folgerung aus obigem Satz erhält man, dass sich jedes Prämaß auf einem Ring zu einem Maß auf der vom Ring erzeugten  σ-Algebra fortsetzen lässt. Man erhält hier aus dem Eindeutigkeitssatz eine Eindeutigkeitsaussage, wenn man zusätzlich voraussetzt, dass {\displaystyle X} als abzählbare Vereinigung von Ringmengen endlichen Prämaßes geschrieben werden kann, das Prämaß also {\displaystyle \sigma }-endlich ist.

### Größe der Fortsetzung
Es lässt sich zeigen, dass wenn das zur Konstruktion verwendete äußere Maß ein metrisches äußeres Maß ist, dass dann die σ-Algebra der messbaren Mengen die Borelsche σ-Algebra enthält. Dies ist eine weitere Erklärung dafür, dass lebesguesche σ-Algebra echt größer ist als die borelsche σ-Algebra.

### Halbringe
Statt von Mengenringen kann man auch vom allgemeineren Begriff des Halbrings ausgehen. Ein Maß bzw. Prämaß auf einem Halbring  {\displaystyle {\mathcal {H}}} wird wie auf Ringen definiert, das heißt, es handelt sich um eine Mengenfunktion {\displaystyle \mu \colon {\mathcal {H}}\rightarrow [0,\infty ]}, so dass
{\displaystyle \mu (\emptyset )=0} und {\displaystyle \textstyle \mu (\bigcup _{n}A_{n})=\sum _{n}\mu (A_{n})}, falls {\displaystyle A_{1},A_{2},\ldots } paarweise disjunkte Mengen aus {\displaystyle {\mathcal {H}}} sind, deren Vereinigung wieder in {\displaystyle {\mathcal {H}}} liegt.
Um in dieser Situation zu einer Maßerweiterung zu kommen, bildet man zunächst den von {\displaystyle {\mathcal {H}}} erzeugten Ring {\displaystyle {\mathcal {R}}_{\mathcal {H}}}, der gleich der Menge aller endlichen, disjunkten Vereinigungen von Mengen aus {\displaystyle {\mathcal {H}}} ist. Ist {\displaystyle C_{1}\cup \ldots \cup C_{k}} eine solche disjunkte Vereinigung, so wird durch die Festsetzung {\displaystyle {\hat {\mu }}(C_{1}\cup \ldots \cup C_{k}):=\mu (C_{1})+\ldots +\mu (C_{k})} ein Prämaß {\displaystyle {\hat {\mu }}} auf dem Mengenring {\displaystyle {\mathcal {R}}_{\mathcal {H}}} erklärt. Darauf kann dann die oben beschriebene Konstruktion angewendet werden.
Das Standardbeispiel ist der Halbring {\displaystyle {\mathcal {H}}^{n}} aller halboffenen n-dimensionalen Intervalle (Quader)
{\displaystyle [a,b):=\{X=(x_{1},\ldots ,x_{n});\,a_{i}\leq x_{i}<b_{i}{\text{ für alle }}i=1,\ldots ,n\}}
mit {\displaystyle a=(a_{1},\ldots ,a_{n}),b=(b_{1},\ldots ,b_{n})\in \mathbb {R} ^{n}} und das darauf erklärte Maß des elementargeometrischen Inhalts. Die hier vorgestellte Konstruktion führt also direkt von der Definition des Quadervolumens als Produkt der Seitenlängen zum Lebesguemaß. Sie kann direkt auf allgemeine Produktmaße verallgemeinert werden.

## Verallgemeinerungen
Allgemeiner lässt sich zeigen, dass wenn {\displaystyle {\mathcal {H}}} ein Halbring ist und {\displaystyle \mu } eine additive, {\displaystyle \sigma }-subadditive und {\displaystyle \sigma }-endliche Mengenfunktion, eine eindeutige Fortsetzung von {\displaystyle \mu } auf {\displaystyle \sigma ({\mathcal {H}})} existiert, die ein Maß ist und auf jeder Menge des Halbrings mit der Mengenfunktion übereinstimmt. Diese Formulierung enthält die obige als Spezialfall.